# 在韓米軍
在韓米軍（ざいかんべいぐん、英: United States Forces Korea, USFK）または 駐韓米軍 (ちゅうかんべいぐん) は、大韓民国に駐在しているアメリカ軍である。アメリカインド太平洋軍傘下のサブ統合軍である。
第二次世界大戦後に駐在していたが、朝鮮戦争の際に国連軍主力部隊として派遣され、規模が拡大した。朝鮮戦争後も一定のプレゼンスを保っている。ニクソン、カーター時代から削減が始まり、90年代より世界的な米軍再編により、段階的に削減されている。また、2010年の北朝鮮軍と韓国軍との武力衝突（延坪島事件）では、米軍の介入をめぐり緊迫した情勢となり、改めて統帥権の問題が注目を浴びた。
在韓米軍と韓国軍は対等の関係であるが、戦時には米韓連合司令部の作戦統制下に置かれ、統合指揮される。なお、国連軍司令官・米韓連合軍司令官・在韓米軍司令官は同一人物であり、兼職となっている。
ジョージ・W・ブッシュ政権は在韓米軍の兵力の一部をイラク戦争に投入した。
2010年5月に再編後も約28,500人規模の兵力を維持することが決定されている。内訳は、陸軍20,000人、空軍8,000人、海軍300人、海兵隊100人、特殊作戦軍100人。スローガンは『fight tonight（今夜戦う{その準備が出来ている}）』である。

## 主要部隊
- 陸軍 第8軍
- 空軍 第7空軍
- 海軍 第7艦隊の韓国派遣部隊

## 基地
- ハンフリーズ基地（Camp Humphreys、京畿道平沢市）

2018年6月29日、在韓米軍司令部, 国連軍がハンフリーズ基地に移転を完了した。2022年10月、米韓連合司令部が移転を完了した。
- 大邱基地（Daegu Garrison、大邱広域市南区）

陸軍基地。第19戦域支援集団他が駐留している。Camp Carroll(慶尚北道漆谷郡),Camp George, Camp Henry, Camp Walkerを含む。
- 烏山空軍基地（京畿道平沢市）Osan Air Base

在韓米空軍の司令部や第51戦闘航空団が所在する。ハンフリーズ基地と互いに隣接する。
- 群山空軍基地（全羅北道群山市）Kunsan Air Base

第8戦闘航空団が駐留している。
- 鎮海海軍基地（Jinhae Naval Base、慶尚南道昌原市鎮海区） :Fleet Activities Chinhaeが駐留している。
- 釜山海軍基地 (Busan Naval Base、釜山広域市南区) :US Navy in Korea Commandが駐留している。
- 浦項空港 :アメリカ海兵隊のヘリ分遣隊が駐留している。
- Camp Casey（京畿道東豆川市）
- Camp Hovey（京畿道東豆川市）
- 水原空軍基地（Suwon Air Base、京畿道水原市）

アメリカ陸軍の防空部隊が駐留している。
- 城南ゴルフコース（Seongnam Golf Course、京畿道城南市）

### 返還、閉鎖された基地
- 龍山基地（Yongsan Garrison、ソウル特別市龍山区）

米韓連合司令部、在韓米軍の司令部などが所在していたが、2022年10月までにハンフリーズ基地へ移転した。この再編は決定した後も朝鮮半島の緊張が高まるたびに再三延期されてきた。Camp Coiner, Camp Kimを含む。
- Camp Red Cloud（京畿道議政府市）

陸軍基地。主力実戦部隊である第2歩兵師団の司令部が所在していた。東豆川市の駐留部隊を傘下に持ち、軍事境界線とソウル特別市の中間にあり首都防衛を担っていた。2016年7月には東豆川に駐屯していた第2歩兵師団部隊が、平沢のハンフリーズ基地に移転を開始した。2018年6月には閉鎖式典を行った。
- 京畿道議政府市 Camp Essayons, Camp Falling Water,Camp Sears,Camp LaGuardia,Camp Stanley,Camp Jackson
- 京畿道東豆川市 Camp Nimble(2007年4月返還), Camp Castle(2015年3月返還)[6]
- 京畿道揚州市 Camp Mobile(2008年閉鎖）
- 京畿道坡州市 Camp Bonifas, Camp Giant, Camp Greaves, Camp Howze, Camp Stanton(以上2007年4月返還)、Camp Edwards, Camp Garry Owen(以上2007年5月返還)
- 京畿道竜仁市 Camp Yongin(2004年返還）[7]
- 釜山広域市釜山鎮区 Camp Hialeah（2010年1月返還、現在の釜山市民公園)
- 江原道春川市 Camp Page（2005年11月返還)
- 江原道原州市 Camp Eagle, Camp Long（2010年6月閉鎖)
- 済州道南済州郡 Camp McNab
- 仁川広域市桂陽区 Camp Market

## 在韓米軍の法的地位
韓洪九は韓国における米軍の法的地位の歴史を次の4段階に分けている。
- 1945年9月～1948年8月

米軍政下では韓国政府も存在せず、米軍の法的地位が問題になることはなかった。米軍人が韓国の法廷で裁判をうけるのではなく、韓国人が米軍の法廷で英語で裁判を受けなければならなかった。
- 1948年8月～1949年6月

大韓民国政府樹立から米軍撤退までの時期はごく簡単な「過渡期に施行された暫定的軍事安全に関する行政協定」に規定されていた。米軍政を受けて、米国の軍人・軍属やその家族の立場は強力であり、不平等なものだった。
- 1950年7月～1967年2月

朝鮮戦争初期に締結された大田（テジョン）協定で韓国政府は米軍に対する刑事裁判権を放棄し、米国当局に付与している。1953年7月に米韓相互防衛条約が仮調印されたが、米国は在韓米軍の法的地位に関する交渉には応じず、大田協定はそのまま存続した。
- 1967年2月～現在

韓米間にSOFAが発効し、大田協定よりは大きく改善されたが、地位協定の附属文書で本協定の内容を覆す自動放棄条項があり、韓国側の米軍に対する裁判管轄権は形式的なものにとどまった。
（韓洪九：韓国現代史）

## 韓国における反米軍感情
これ以外にも、韓国国内では米軍の駐屯費用の負担に対する反発が根強く米韓の摩擦が続いている（2007年時点の韓国側の負担率は42%）。作戦統制権も平時については1993年に韓国による単独行使が可能となったが、戦時には米韓連合司令部がこれを握る。韓国では米韓連合軍司令部の作戦統制権を主権の侵害として捉える傾向が強かった。また韓国政府は北朝鮮との軍事分界線付近を中心に広大な土地を米軍に貸与する一方、米軍基地の周辺住民への補償や支援はほとんど行ってこなかった。こういったことが韓国における反米軍感情の温床になってきた。
1999年9月29日AP通信が朝鮮戦争中米軍が韓国人民間人を虐殺したノグンリ事件を大々的に報道し、2002年6月13日には京畿道楊州郡広積面孝村里で米第2歩兵師団工兵隊装甲車による女子中学生2名の死亡事故が発生したことによりローソクデモなど反米運動の高まりがみられた（議政府米軍装甲車女子中学生轢死事件）。
現在進行中の在韓米軍再編を基礎づける「米韓連合土地管理計画」(LPP:Land Partnership Plan)の目的の一つは、米軍駐留にともなう韓国国内の反発を緩和することであった。しかしLPPによる米軍基地の集約・移転をめぐっても、少なからぬ摩擦が生じているのが現状である。

## 米韓合同軍事演習
在韓米軍は年次で韓国軍と合同軍事演習を実施している。
- 春：実動演習「キーリゾルブ」
- 春：指揮所演習「フォール・イーグル」
- 夏：指揮所演習「乙支フリーダムガーディアン」

## 作戦計画
在韓米軍には、その時局に応じて起こりうる有事を想定した作戦が存在していた。これらの作戦は、立案後に締結される条約や共同宣言など社会情勢の変化により、現在では失効しているものもあると考えられている。ごく簡単にまとめると次のようになる。
- 作戦計画5026：朝鮮民主主義人民共和国の核開発が問題になった1990年代に立案された作戦。核施設などをピンポイント爆撃する。
- 作戦計画5027：朝鮮人民軍が南下して全面戦争となった場合、米韓連合軍が積極的に攻勢にでて朝鮮半島統一を成し遂げる。（それまでは後退しつつ反撃の機会を待つ作戦が採用されていた。）
- 作戦計画5028：欠番とされている。
- 作戦計画5029：1999年に立案された作戦。朝鮮民主主義人民共和国が内部混乱に陥った場合に軍事介入を行う。
- 作戦計画5030：2003年に立案された作戦。軍事介入というより、クーデターなどを誘発させる諜報・工作作戦。

## 歴代司令官
| 画像 | 氏名・階級                             | 任期                          |
| ---- | -------------------------------------- | ----------------------------- |
|      | ジョージ・デッカー大将                 | 1957年7月1日 - 1959年6月30日  |
|      | カーター・B・マグルーダー大将          | 1959年7月1日 - 1961年6月30日  |
|      | ガイ・S・メロイ大将                    | 1961年7月1日 - 1963年7月31日  |
|      | ハミルトン・H・ハウズ大将              | 1963年8月1日 - 1965年6月15日  |
|      | ドワイト・E・ビーチ大将                | 1965年6月16日 - 1966年8月31日 |
|      | チャールズ・H・ボーンスティール3世大将 | 1966年9月1日 - 1969年9月30日  |
|      | ジョン・H・ミカエリス大将              | 1969年10月1日 - 1972年8月31日 |
|      | ドナルド・V・ベネット大将              | 1972年9月1日 - 1973年7月31日  |
|      | リチャード・G・スティルウェル大将      | 1973年8月1日 - 1976年10月8日  |
|      | ジョン・ヴェッシー・ジュニア大将       | 1976年10月8日 - 1979年7月10日 |
|      | ジョン・A・ウィッカム大将              | 1979年7月10日 - 1982年6月4日  |
|      | ロバート・W・セネワルド大将            | 1982年6月4日 - 1984年6月1日   |
|      | ウィリアム・J・リブジー大将            | 1984年6月1日 - 1987年6月25日  |
|      | ルイス・C・メネトリー大将              | 1987年6月25日 - 1990年6月26日 |
|      | ロバート・R・リズカシー大将            | 1990年6月26日 - 1993年6月15日 |
|      | ゲイリー・E・ラック大将                | 1993年6月15日 - 1996年7月9日  |
|      | ジョン・H・ティレリー大将              | 1996年7月9日 - 1999年12月9日  |
|      | トーマス・A・シュワルツ大将            | 1999年12月9日 - 2002年5月1日  |
|      | レオン・J・ラポート大将                | 2002年5月1日 - 2006年2月3日   |
|      | バーウェル・B・ベル大将                | 2006年2月3日 - 2008年6月3日   |
|      | ウォルター・L・シャープ大将            | 2008年6月3日 - 2011年7月14日  |
|      | ジェームズ・D・サーマン大将            | 2011年7月14日 - 2013年10月2日 |
|      | カーチス・スカパロッティ大将           | 2013年10月2日 - 2016年4月30日 |
|      | ヴィンセント・ブルックス大将           | 2016年4月30日 - 2018年11月8日 |
|      | ロバート・B・エイブラムス大将          | 2018年11月8日 - 2021年7月2日  |
|      | ポール・ラカメラ大将                   | 2021年7月2日 -                |

## 韓国側の負担
韓国は米韓防衛費分担金特別協定に基づき在韓米軍の駐留経費負担（日本の思いやり予算に相当）を行ってきた。
2017年に就任したドナルド・トランプ大統領は、米軍が駐留する各国に対して負担増を要請。韓国に対しても2018年以降、10度以上の負担額の増加を見据えた交渉が行われ、2019年2月10日に1兆380億ウォンの負担を盛り込んだ仮協定の署名が行われた。額としては前契約比8.2%増。期間は5年契約から1年契約と短縮されたものとなっている。
2019年7月23日、ジョン・ボルトン国家安全保障問題担当大統領補佐官が来韓。韓国側に在韓米軍の経費負担増を働きかけたことが報道された。8月7日にはトランプ大統領が改めて韓国の負担増額について協議を開始したことを明らかにしている。2019年11月19日、米韓担当者による交渉が行われたが、韓国側は50億ドルとみられる負担額に難色を示したため、アメリカ側が席を立つ形で交渉を終えた。
2020年には、交渉が妥結しない場合、同年4月より在韓米軍勤務の韓国人に対して無給休職を通告する可能性があると通知している（日本政府が雇用し、給与を支給する在日米軍の駐留軍等労働者と異なり、在韓米軍が雇用し、給与は米韓防衛費分担金特別協定に基づく駐留経費から支払われているため）。2020年2月24日には、マーク・エスパー国防長官と鄭景斗国防相の会談が行われたが不調に終わった。その後も交渉がまとまらず、4月1日からは韓国人労働者約4000人が無給休職に追い込まれた。6月2日、アメリカ国防総省は韓国国防部が提案していた、協定とは別に先に在韓米軍韓国人の人件費を韓国側が支払うことに合意した。ドナルド・トランプ前大統領派は在韓米軍の完全撤退を考えていたとされる。
2021年のジョー・バイデン大統領への政権交代後、3月10日韓国外交部は報道資料を出し、第11回米韓防衛費分担特別協定（SMA）について、合意に至ったと発表した。1年以上続いた特別協定の空白状態が解消された。
2021年4月23日、退任したトランプ前大統領は、在韓米軍の駐留経費に関する声明を発表。「韓国から支払いを約束された追加の数十億ドルについて、バイデン政権は支払いを求めることすらしない」と現政権を批判したほか、韓国の文在寅大統領についても「指導者、交渉人として弱腰だった」と批判した。